# Знаменитая пятёрка

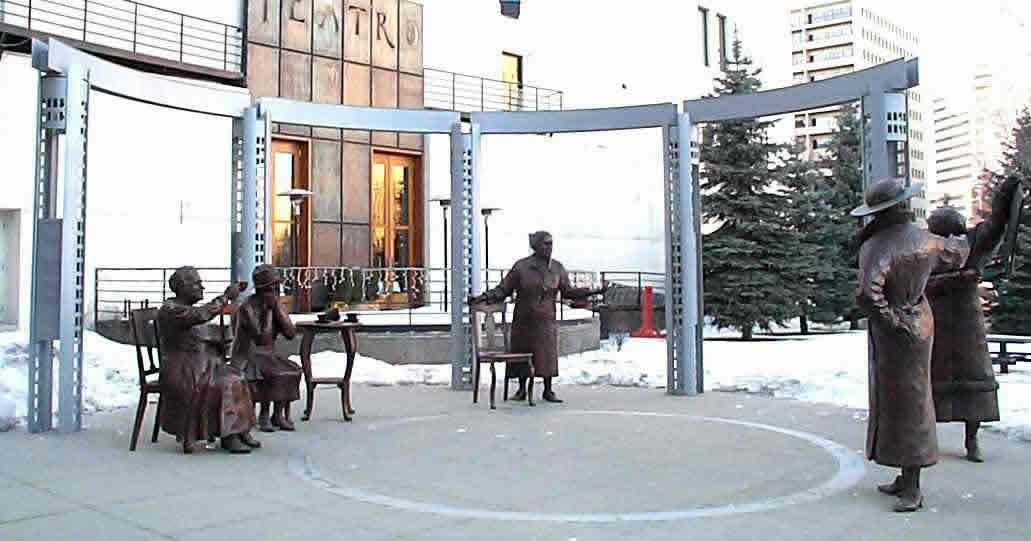
Памятник Знаменитой пятёрке в центре Калгари.

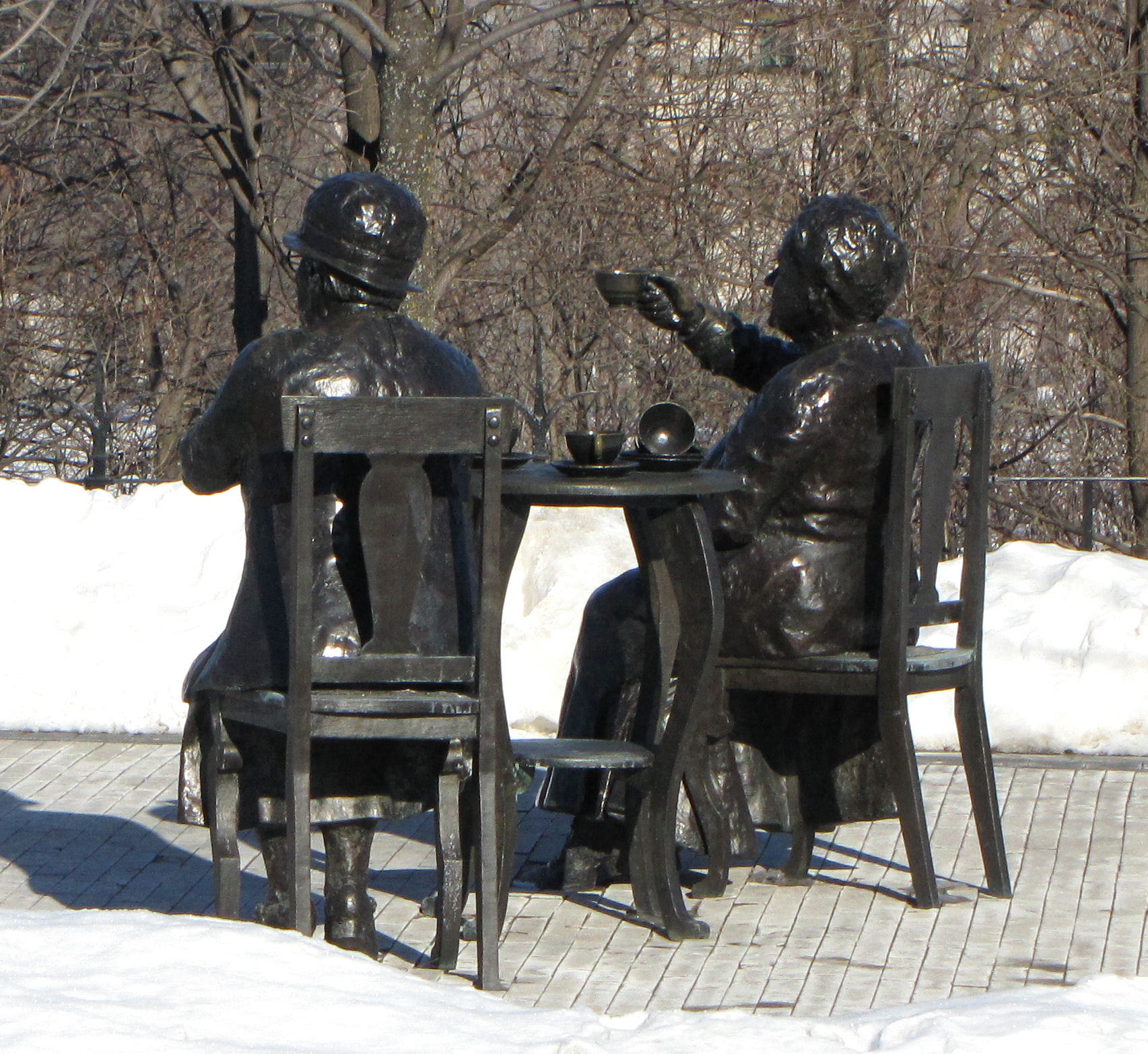
Фрагмент памятника на Парламентском холме в Оттаве: Луиза Маккинни и Генриетта Мьюр Эдвардс.

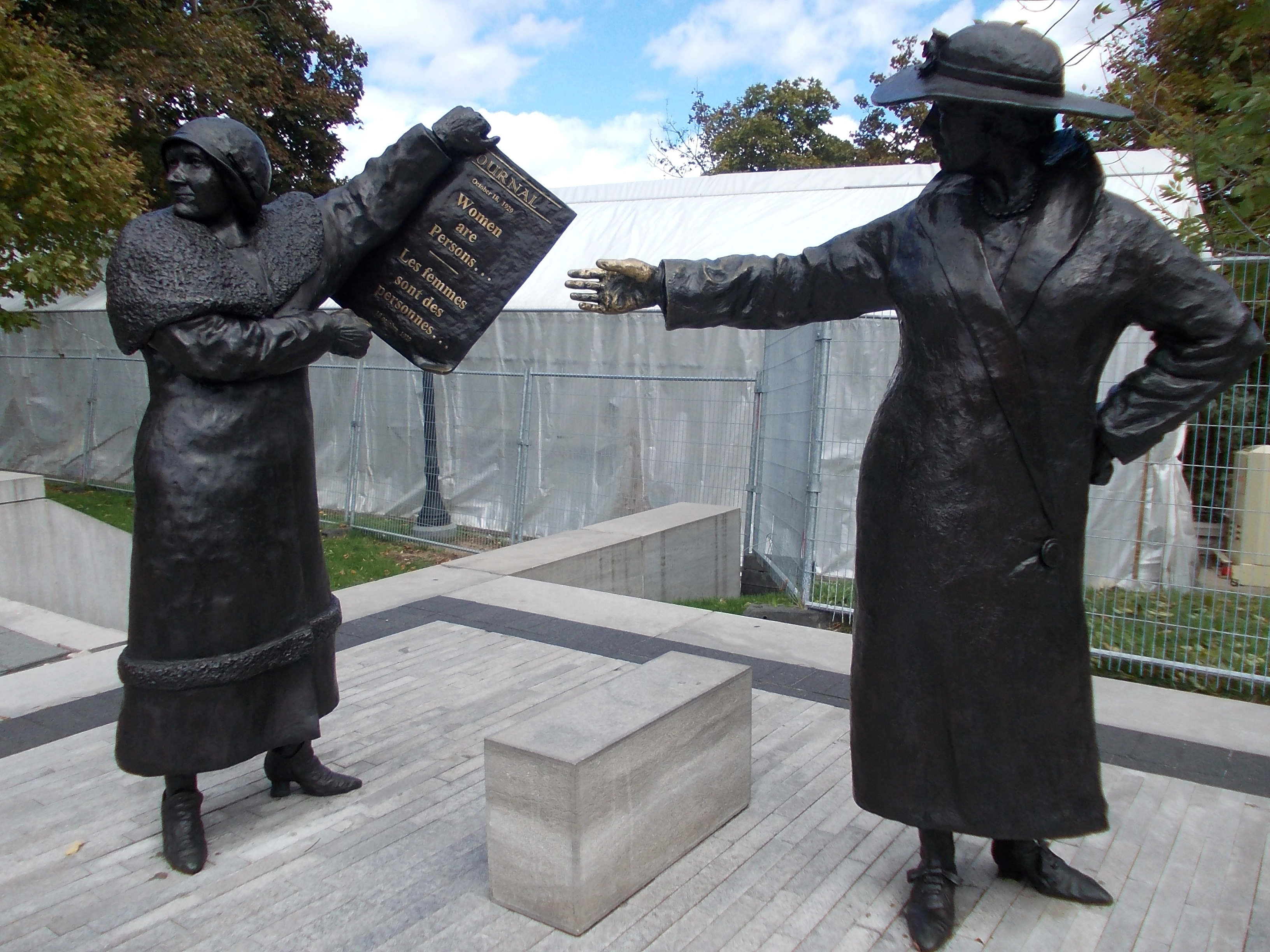
Знаменитая пятёрка

Знаменитая пятёрка (англ. The Famous Five или Доблестная пятёрка, англ. The Valiant Five) — пять канадских женщин родом из Альберты, которые в 1927 году обратились с запросом в Верховный суд Канады:
Включает ли слово «личности»/«лица» (англ. Persons) в разделе 24 Закона о Британской Северной Америке 1867 г. лиц женского пола?
 по делу «Эдвардс против Генерального прокурора Канады».

## Описание

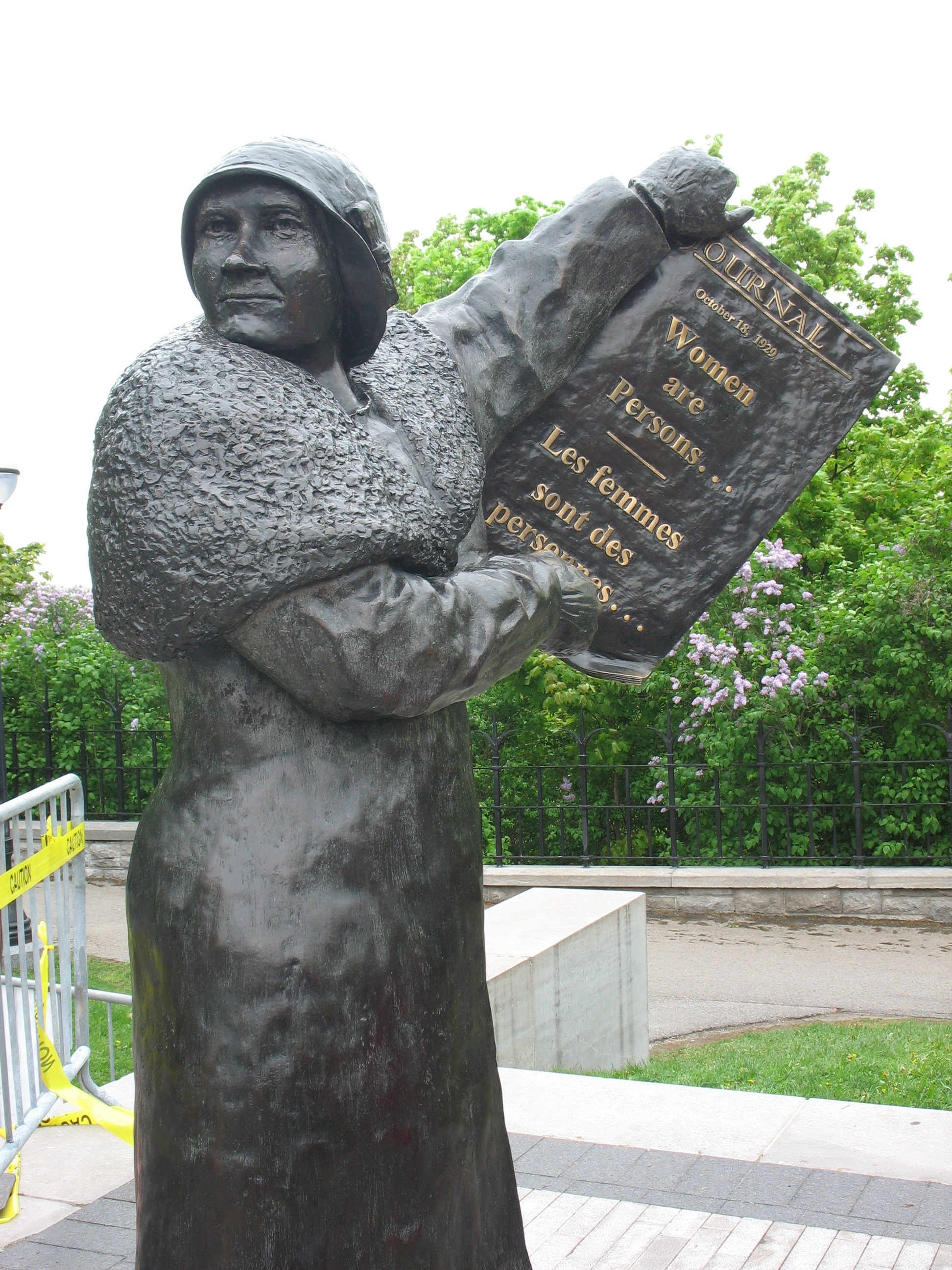
Фрагмент памятника Знаменитой пятёрке на Парламентском холме.

24 апреля 1928 года Верховный суд Канады единогласно решил, что женщины не являются «личностями» («лицами») в смысле данного закона. Последняя строка решения гласила: «В том смысле, что „Могут ли женщины назначаться в Сенат Канады?“, ответ на вопрос является отрицательным» (англ. Understood to mean 'Are women eligible for appointment to the Senate of Canada,' the question is answered in the negative). Решение было отменено Судебным комитетом Тайного совета Великобритании 18 октября 1929 года. Важную роль в выигрыше этого дела, получившего огласку под названием «Дело о личностях» (Persons Case), сыграл Ньютон Рауэлл — юрист, к которому члены «Знаменитой пятёрки» обратились за помощью. «Дело о личностях» сыграло важную роль в утверждении прав женщин в Канаде.
Сенат Канады уже в то время играл незначительную роль (он был местом почётной отставки для престарелых политиков), и ни одна из пятерых не была избрана в Сенат, а первой женщиной в Сенате стала через несколько месяцев Кэрин Уилсон; тем не менее, дело сыграло важную роль в повышении социального статуса женщин в стране и в утверждении в канадском законодательстве доктрины «живого дерева».
Пятью женщинами были:
- Эмили Мёрфи[англ.], первая в Британской империи женщина-судья;
- Ирэн Парлби, лидер движения женщин-фермеров, первая женщина-министр в Альберте;
- Нелли Маккланг, депутат законодательного собрания Альберты;
- Луиза Маккинни, первая женщина, избранная депутатом законодательного собрания Альберты, и в целом первая женщина-депутат Британской Империи;
- Генриетта Эдвардс, активист движения работающих женщин, основатель Викторианского ордена медсестёр[англ.][1].